# Фокин, Витольд Павлович
Вито́льд Па́влович Фо́кин (укр. Вітольд Павлович Фокін; 25 октября 1932, Новониколаевка, Днепропетровская область, Украинская ССР, СССР — 20 марта 2025, Киев, Украина) — советский и украинский партийный, государственный и политический деятель. Первый премьер-министр независимой Украины (1991—1992).

## Биография
Родился 25 октября 1932 года в семье учителей в селе Новониколаевка Днепропетровской области (ныне — Запорожского района Запорожской области).

### Образование
В 1954 году окончил горный факультет Днепропетровского горного института по специальности «Разработка месторождений полезных ископаемых».

### Производственная карьера
После окончания института получил назначение на шахты Луганщины. Работал помощником начальника и начальником участка на шахте «Центральная-Боковская» (1954—1957), заместителем главного инженера и главным инженером шахты, начальником шахтоуправления № 32 (1957—1963) в городе Боково-Антрацит Луганской области.
С августа 1963 по сентябрь 1971 года работал заместителем начальника комбината «Донбассантрацит» в городе Красный Луч, управляющим трестом «Первомайскуголь» в городе Первомайск, главным инженером комбината «Ворошиловградуголь» в городе Кадиевка, начальником комбината «Свердловантрацит» в городе Свердловск Луганской области.

### Партийная карьера в СССР
В 1971 году Фокин был направлен на работу в Госплан УССР, где впоследствии занимал должности начальника отдела Госплана УССР (1971—1972), заместителя Председателя Госплана (1972—1979), первого заместителя Председателя Госплана (1979—1987), заместителя Председателя Совета Министров УССР-Председатель Госплана УССР (1987—1990), заместителя Председателя Совета Министров-Председатель Государственного комитета УССР по экономике (18 июля — 14 ноября 1990 года).
В 1990—1991 годах являлся членом ЦК КПСС.
23 октября 1990 года на Фокина было возложено исполнение обязанностей председателя Совета министров Украинской ССР. 14 ноября того же года был утверждён на этой должности.
С 1989 года Витольд Фокин находился одновременно и на общественной работе. Избирался народным депутатом СССР от Лисичанского национально-территориального избирательного округа № 38 Луганской области, а также депутатом Верховного Совета Украинской ССР XII созыва (Дарницкий избирательный округ № 6 г. Киева) (1991—1994). В группы и фракции не входил.
18 апреля 1991 года был назначен премьер-министром Украинской ССР.
Получал предложение от Михаила Горбачёва возглавить правительство СССР, но отказался.

### Политическая карьера в независимой Украине
После провозглашения независимости Украины 24 августа 1991 года Фокин сохранил кресло главы правительства.
8 декабря 1991 года вместе с президентом республики Леонидом Кравчуком от имени Украины подписал Беловежское соглашение о ликвидации СССР. Спустя 2 дня как депутат Верховной рады проголосовал за ратификацию данного документа. После смерти бывшего госсекретаря РСФСР Геннадия Бурбулиса (июнь 2022 года) Витольд Фокин оставался последним живущим подписантом соглашения.
Во времена премьерства Фокина страна испытывала острейший экономический кризис.
1 октября 1992 года Верховная Рада Украины выразила недоверие правительству Фокина, что в соответствии с действовавшей в то время редакцией Конституцией Украины влекло за собой отставку кабинета. После отставки с поста премьер-министра Фокин получил предложение от председателя Правительства России Виктора Черномырдина стать его заместителем по ТЭК, но отказался.
С 1993 года был президентом Международного фонда гуманитарных и экономических связей Украины с Российской Федерацией. С 1999 года также президентом Луганского землячества в Киеве.
С 18 августа по 30 сентября 2020 года — заместитель представителя Украины в Контактной группе по мирному урегулированию ситуации на востоке Украины. Сообщалось, что на эту должность он был назначен благодаря своей внучке, эстрадной певице Маше Фокиной, которая познакомила своего дедушку Витольда Фокина с главой Офиса президента Украины Андреем Ермаком.
29 августа на украинском новостном портале «Страна.ua» вышло ставшее резонансным интервью Витольда Фокина, где он поделился своими взглядами на ситуацию на Донбассе и способы её разрешения. Фокин отметил, что нельзя рассчитывать на урегулирование проблемы неподконтрольной части Донбасса в долгосрочной перспективе, если не объявить всеобщую амнистию жителям неподконтрольных Киеву самопровозглашённых республик.
После интервью Витольд Фокин подвергся критике со стороны министра внутренних дел Украины Арсена Авакова и главы Офиса президента Андрея Ермака и был внесён в базу сайта «Миротворец». 30 сентября указом президента Украины Владимира Зеленского Фокин был выведен из делегации Украины в ТКГ и освобождён от исполнения обязанностей первого заместителя главы делегации.
27 марта 2022 года, в ходе вторжения России на Украину, в дом Витольда Фокина попала ракета. Сам экс-премьер не пострадал, поскольку на тот момент находился в Молдове.
Скончался 20 марта 2025 года на 93-м году жизни в Киеве или Карловых Варах. Похоронен в Киеве на Байковом кладбище.

## Семья
Жена — Тамила Григорьевна Фокина (умерла в 2023 году).
- Сын — Игорь Витольдович Фокин (род. 1958)[24], бывший заместитель председателя правления совместного предприятия «Девон»[25].
  - Внучка — Маша Фокина (род. 1986) — певица[26].
- Дочь — Наталья Витольдовна Замалдинова.